# Clavofabellina
Clavofabellina is een geslacht van uitgestorven kreeftachtigen uit de klasse van de Ostracoda (mosselkreeftjes).

## Soorten
- Clavofabellina abunda (Polenova, 1955) Polenova, 1968 †
- Clavofabellina attenuata Abushik, 1980 †
- Clavofabellina borealis Polenova, 1974 †
- Clavofabellina costata Zenkova, 1988 †
- Clavofabellina ertangensis (Hang, 1982) Schallreuter, 1995 †
- Clavofabellina markowskii Rozhdestvenskaya, 1972 †
- Clavofabellina obesa Sun & Wang, 1985 †
- Clavofabellina poslovicensis Malec & Racki, 1993 †
- Clavofabellina prisca Adamczak & Becker, 1983 †
- Clavofabellina reticulata (Rozhdestvenskaya, 1962) Polenova, 1968 †
- Clavofabellina sila Schallreuter, 1995 †
- Clavofabellina straba Polenova, 1974 †
- Clavofabellina tenuis (Adamczak, 1968) Polenova, 1974 †
- Clavofabellina uralensis Zenkova, 1975 †
- Clavofabellina zanina Rozhdestvenskaya, 1972 †